# تریپاها
تریپاها (به لاتین: Teripaha) یک منطقهٔ مسکونی در سری‌لانکا است که در استان مرکزی واقع شده‌است.